# Een miljoen stemmen tegen de FARC

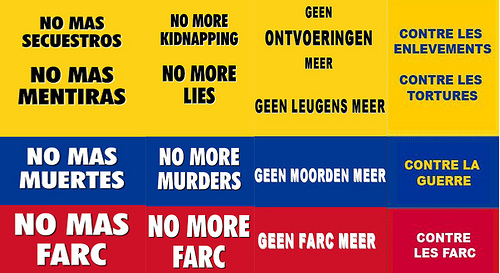
Protestvlag tegen de ontvoeringen, leugens en doden door de FARC

Een miljoen stemmen tegen de FARC (Spaans: Un millón de voces contra las FARC) was een enorme demonstratie, georganiseerd in en buiten Colombia, die plaatsvond op 4 februari 2008. De demonstratie was gericht tegen de Fuerzas Armadas Revolucionarias de Colombia (FARC) nadat eind 2007 een operatie om gijzelaars uit handen van de FARC te bevrijden was mislukt. In januari 2008 werden via het medium Facebook mensen opgeroepen te protesteren tegen de voortdurende terreur van de oorspronkelijk marxistische guerrillabeweging. Uiteindelijk werd besloten de mars op 4 februari 2008 te houden, zowel op particulier initiatief als gesteund door de regering van president Álvaro Uribe.
De demonstratie, waaraan over de hele wereld werd deelgenomen, had als leus No Más FARC! ("geen FARC meer!"). De drukstbezochte demonstraties buiten Colombia vonden plaats in de Verenigde Staten, Spanje en Frankrijk. In Bogota waren meer dan een miljoen mensen op de been, het aantal wereldwijd wordt geschat op 6 tot 12 miljoen demonstranten. Volgens de Colombiaanse krant El Tiempo gingen in 193 steden mensen de straat op om te protesteren.
Verschillende familieleden van vooral ontvoerde parlementsleden waren het niet met de demonstratie eens, omdat ze bang waren dat het de aanstaande vrijlating van de gijzelaars door de FARC in gevaar zou brengen. Onder hen was ook de zus van de reeds 6 jaar gevangengehouden Íngrid Betancourt. Uiteindelijk werden de gevangengehouden Colombianen eind februari 2008 bevrijd. Het zou nog tot 2 juli 2008 duren voordat ook Íngrid Betancourt gered zou worden.